# Marxburg
Die Marxburg war ein Frachtschiff für die Linie zum La Plata der Deutschen Dampfschiffahrtsgesellschaft „Hansa“ (DDG „Hansa“), Bremen. Für diese Linie beschaffte die Reederei je drei Schiffe bei der Flensburger Schiffbau-Gesellschaft und der dänischen Helsingørs Jernskibsværft, die zwischen 1888 und 1891 abgeliefert wurden. Die Marxburg war eines der in Dänemark gebauten Schiffe und kam als vorletztes in den Dienst.
Im Februar 1900 wurde das Schiff an die Deutsche Levante-Linie (DLL) verkauft, die es in Athos umbenannte. 1914 wurde die Athos in russischen Gewässern beschlagnahmt und sollte Ende 1914 als Blockschiff vor dem türkischen Hafen Zonguldak versenkt werden. Noch auf dem Anmarsch wurde sie von den osmanischen Kreuzer Midilli versenkt.

## Geschichte des Schiffes
Für ihren Dienst zum Río de la Plata beschaffte die DDG „Hansa“ von 1888 bis 1891 sechs Schiffe der Wartburg-Klasse, die bei der Flensburger Schiffbau-Gesellschaft und der dänischen Helsingørs Jernskibværft entstanden. Diese Dampfer waren aus Sicherheitsgründen in ihren ersten Dienstjahren als Brigantinen getakelt, ihre Expansionsmaschinen von über 1000 PS gaben den Schiffen eine Dienstgeschwindigkeit von 10 kn.
Die mit 1809 BRT vermessene Marxburg wurde am 28. März 1891 als zweites der in Dänemark gebauten Schiffe und vorletztes der Klasse von der DDG „Hansa“ abgenommen. Das knapp 80 m lange Schiff soll mit 2535 tdw die höchste Tragfähigkeit und als einziger der sechs Dampfer die Geschwindigkeit von 10 kn nicht erreicht haben.

Benannt war das Schiff nach der Marksburg bei Braubach am Rhein.
Auf -burg endende Namen erhielten bis zum Ersten Weltkrieg alle Neubauten der DDG „Hansa“, die für den Dienst nach Südamerika vorgesehen waren. Vor der Wartburg-Klasse war bereits 1884 das 1566 BRT große Einzelschiff Falkenburg von Schichau geliefert worden. Bis in die Kriegszeit folgten 20 Neubauten in sechs Baureihen bis zu einer Größe von 6400 BRT. Letztes neues Schiff mit dieser Art der Namensgebung war der Charterdampfer Trostburg (2) von 1467 BRT, mit dem die Reederei 1919 bis 1923 ihre Liniendienste wieder aufnahm.

Während der Dienstzeit der Wartburg-Klasse kamen 1894 noch zwei 2760 tdw-Frachtschiffe aus Flensburg und 1895/96 vier in England gebaute 3700 tdw-Frachtschiffe in Dienst.

Ab 1899 schieden die Schiffe der Wartburg-Klasse aus. Als Ersatzbauten kamen 1900 die Schwesterschiffe Löwenburg und Wartburg, die schon 1905 an den NDL verkauft wurden, und 1905 die fünf Dampfer der Marksburg-Klasse von über 6000 tdw zur DDG „Hansa“. Letztere und drei Nachbauten bildeten den Stamm der nach Südamerika eingesetzten Schiffe 1914.

Ein erster Neubau (Trostburg) von über 10.000 tdw kam im Sommer 1914 in Dienst und machte seine Jungfernreise nach Kalkutta, wo er vom Kriegsausbruch überrascht wurde. Drei Schwesterschiffe wurden während des Krieges fertiggestellt und anschließend ausgeliefert. Die rückgekaufte Wolfsburg war 1939 das einzige Schiff der Gesellschaft, das noch einen auf burg-endenden Namen trug.

### Das weitere Schicksal derMarxburg

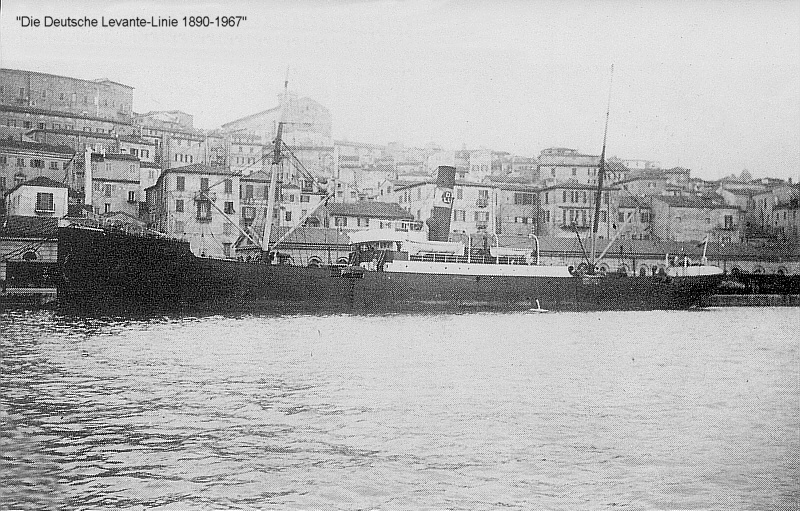
Die ehem. Marxburg als Athos der DLL

Am 20. Februar 1900 erfolgte der Verkauf der Marksburg an die Deutsche Levante Linie (DLL) in Hamburg, die schon Ende des Vorjahrs das Schwesterschiff Heimburg erworben hatte. Während die Heimburg schon 1906 weiterverkauft wurde, blieb die in Athos umbenannte Marxburg bis 1914 im Levante-Dienst. Die Athos war 1914 eins von neun Schiffen der DLL, die ursprünglich für die DDG Hansa gebaut worden waren und von denen die Kawak mit 3535 BRT das größte war.
Die Athos befand sich beim Kriegsausbruch 1914 im Asowschen Meer und wurde von Russland in Mariupol beschlagnahmt. Die Russische Marine wollte mit dem alten Frachtschiff den für die türkische Kohlenversorgung wichtigen Hafen von Zonguldak blockieren. Am 24. Dezember 1914 entdeckte der türkische Kreuzer Midilli (ex SMS Breslau) die anmarschierenden Russen und versenkte die Athos etwa 60 Seemeilen nördlich von Zonguldak im Schwarzen Meer auf der Position 42° 10′ N, 31° 50′ O.

### Schicksal der Schwesterschiffe
| Name      | Bauwerft              | BRT tdw   | Stapellauf in Dienst | weiteres Schicksal |
| Wartburg  | Flensburg Bau-Nr. 98  | 1744 2270 | 21.06.1888 1.08.1888 | November 1899 Verkauf an Menzell & Co, umbenannt in Arnold Luyken, 23. November 1903 in der Formosa-Strasse gesunken                                                                                    |
| Heimburg  | Helsingör Bau-Nr. 19  | 1855 2400 | 08.1889 16.10.1889   | Dezember 1899 Verkauf an DLL, umbenannt in Argos, 1906 Weiterverkauf nach Russland: Eduard Bary, 1920 San Eugenio/F, 1922 Borkholm/DK, 1922 Anna Busck/F, April 1932 Abbruch                            |
| Schönburg | Flensburg Bau-Nr. 116 | 1847 2144 | 18.10.1890 6.12.1890 | Oktober 1903 Verkauf an Rob. M. Sloman, umbenannt in Modena, 9. Juni 1909 gesunken |
| Löwenburg | Flensburg Bau-Nr. 117 | 1848 2144 | 9.12.1890 10.02.1891 | November 1899 Verkauf an Menzell & Co, umbenannt in Emma Luyken, 1907 Weiterverkauf nach Japan: Fudo Maru, 1922 Hozui Maru, 1924 Cochinchine/F, 1926 Philadelphia, Hwachan, Fenghsiang/Ch, 1931 Abbruch |
| Marxburg  | Helsingör Bau-Nr. 30  | 1809 2535 | 01.1891 28.03.1891   | Februar 1900 Verkauf an DLL, umbenannt in Athos, 1914 von Russland beschlagnahmt, 24. Dezember 1914 durch deutsch-türkischen Kreuzer versenkt                                                           |
| Arensburg | Helsingör Bau-Nr. 29  | 1815 2300 | 10.1891 29.12.1891   | Oktober 1903 Verkauf an Sloman, umbenannt in Parma, 30. April 1904 gesunken |